# 白陵中学校生徒自殺事件
白陵中学校生徒自殺事件（はくりょうちゅうがっこうせいとじさつじけん）は、2006年（平成18年）10月3日に兵庫県高砂市で発生した自殺事件。

## 事件の概要

### 自殺まで
自殺することとなる生徒（以下A）は、2004年（平成16年）に私立白陵中学校に入学して間も無く、学校になじめず体調を崩し、自律神経失調症となった。
学校の体育と柔道の授業は厳しく、Aにとっては精神的にも肉体的にも大変で負荷の大きなものであり、Aは疲れ果てていたという。Aは中学1年生の途中より、体育と柔道の授業がある日の前日は過敏性腸症候群による下痢と腹痛に苦しむようになり、体育と柔道の授業は欠席が続くことになった。
Aの両親は学校に対し、「体育と柔道の授業は見学での参加とさせるように」との医師の診断書と、「『頑張れ』」や『しっかり』などと励まさないように」とのカウンセラーの要望書を提出していた。だがこれらは担任と主任の教諭のところで止められ、（体育担当の教諭を含む）他の教諭には知らされていなかった。

### 自殺当日
自殺する日である10月3日、1限目は体育の授業で、新体力テストを行う回であった。体育教諭（以下B）は、Aが普段の体育の授業に出席できていなかったにもかかわらず、他の生徒と同様にいきなり1500メートルを走らせ、更に、（以前に休んでいた体育の授業で行われた）50メートルの全力疾走や、立ち幅跳びもさせた。その内容はAにとっては過酷なものだった。Aはその後の午前中の授業を受けたが、昼休み中に校外に抜け出て、午後1時半ごろに曽根駅で列車に飛び込み自殺した。電車の運転士は、下りホームから線路内に飛び込む人物を見かけて非常ブレーキをかけたが間に合わず、即死だったという。体育の授業後に書かれた遺書には「誰も守ってくれない」ということが記されていた。。

## 事件後の動き

### 刑事
2009年7月、Aの両親は、BがAの健康状態に対する注意義務を怠ったとして、Bを刑事告訴した。Bは書類送検されたが、2011年4月、神戸地検姫路支部は「自殺の原因を特定できない」として嫌疑不十分で不起訴処分とした。
2013年、Aの両親は、「学校には事前に激しい運動をさせないでほしい、と依頼していた。不起訴は不当だ」として、検察審査会に不服を申し立てた。

### 民事
2009年7月、Aの両親は、学校の運営主体である学校法人「三木学園」と教諭4人に対し、約6800万円の損害賠償請求訴訟を神戸地裁に提起した。